# Goh Glumpang
Goh Glumpang är en kulle i Indonesien.   Den ligger i provinsen Aceh, i den västra delen av landet, 1 900 km nordväst om huvudstaden Jakarta. Toppen på Goh Glumpang är 240 meter över havet. Goh Glumpang ligger på ön Pulau Breueh.
Terrängen runt Goh Glumpang är huvudsakligen kuperad, men åt sydost är den platt. Havet är nära Goh Glumpang åt sydväst.